# 寺島舞
寺島 舞（てらしま まい）は、長野県北佐久郡立科町出身のフリーアナウンサー。元高知さんさんテレビのアナウンサー。佐久長聖中学校・高等学校、成城大学卒。身長167cm。

## 経歴
2005年、高知さんさんテレビにアナウンサーとして入社。
同社で2代目の地上デジタル放送推進大使を務めた。高知県内の民放他社の大使とは、同年代だったこともあり、それ以前から公私ともに仲の良い存在であるという。
入社1年目から、情報番組『サタ★マガ』MCに抜擢される。歴代MCとしては最長となる7年間担当し、県民に親しまれた。相方は島田愛、その後は石田浩子だった。
入社4年目からは『SUNSUNスーパーニュース』キャスターを務め、特集企画のディレクターをすることもあった。
FNS27時間テレビやめざましテレビ中継リポーターなど、全国放送を担当することも多く、報道からバラエティーまで幅広く活躍する同局の看板アナとして人気を博した。
FNSアナウンス大賞ナレーション部門受賞。
映画『大奥』では、さんさんテレビ代表としてスクリーンデビューした。
2014年、地元信州に帰るため退職、フリーアナウンサーとなる。
2015年7月から2021年3月まで、テレビ信州 『ゆうがたGet!』のリポーターとして出演。2016年4月からは金曜日、2019年10月からは水曜日(隔週)～金曜日に、同番組のメインキャスターも務めた。
動物好き。健康オタク。多肉植物好き。趣味は映画鑑賞、音楽鑑賞、食べ歩き旅行、温泉めぐり、読書、アロマテラピー。特技はマッサージ、ピアノ、絶対音感がある。2児の母。

## 担当番組

### 高知さんさんテレビ
- SUNSUNスーパーニュース
- FNNスピーク
- 知っとく高知県
- サタ★マガ（2005年10月1日 - 2011年10月1日）
- めざましテレビ
- めざましテレビ公認 わがまま！気まま！旅気分
- FNS27時間テレビ

### テレビ信州
- ゆうがたGet!⇒ゆうがたGet! every.：水曜日（隔週）・木曜日・金曜日メインキャスター兼リポーター